# Finał Grand Prix w łyżwiarstwie figurowym 2021/2022
Finał Grand Prix w łyżwiarstwie figurowym 2021/2022 – zaplanowane jako siódme, a zarazem ostatnie w kolejności zawody łyżwiarstwa figurowego z cyklu Grand Prix 2021/2022, które zostały odwołane decyzją ISU. Zawody miały odbywać się równolegle z Finałem Junior Grand Prix w łyżwiarstwie figurowym 2021/2022, czyli ósmymi zawodami podsumowującymi cykl Junior Grand Prix 2021/2022. Zawody miały być rozgrywane od 9 do 12 grudnia 2021 roku w hali Namihaya Dome w Osace.
Zawody zostały przełożone, a następnie odwołane dnia 17 grudnia 2021 decyzją Międzynarodowej Unii Łyżwiarskiej (ISU).

## Listy startowe

### Kategoria seniorów
| Reprezentacja     | Soliści                              | Solistki                                                                                  | Pary sportowe | Pary taneczne                                                |
| ----------------- | ------------------------------------ | ----------------------------------------------------------------------------------------- | --- | ------------------------------------------------------------ |
| Chiny             |                                      |                                                                                           | Sui Wenjing / Han Cong |                                                              |
| Francja           |                                      |                                                                                           | | Gabriella Papadakis / Guillaume Cizeron                      |
| Japonia           | Yuma Kagiyama Shōma Uno              | Kaori Sakamoto                                                                            | Riku Miura / Ryuichi Kihara |                                                              |
| Kanada            |                                      |                                                                                           | | Piper Gilles / Paul Poirier                                  |
| Rosja             | Michaił Kolada                       | Kamiła Walijewa Anna Szczerbakowa Jelizawieta Tuktamyszewa Majia Chromych Alona Kostornoj | Anastasija Miszyna / Aleksandr Gallamow Jewgienija Tarasowa / Władimir Morozow Aleksandra Bojkowa / Dmitrij Kozłowski Darja Pawluczenko / Dienis Chodykin | Wiktorija Sinicyna / Nikita Kacałapow                        |
| Stany Zjednoczone | Vincent Zhou Nathan Chen Jason Brown |                                                                                           | | Madison Hubbell / Zachary Donohue Madison Chock / Evan Bates |
| Włochy            |                                      |                                                                                           | | Charlène Guignard / Marco Fabbri                             |

### Kategoria juniorów
| Reprezentacja     | Soliści                                                    | Solistki                                                            | Pary sportowe | Pary taneczne |
| ----------------- | ---------------------------------------------------------- | ------------------------------------------------------------------- | --- | --- |
| Kanada            | Wesley Chiu                                                |                                                                     | | Natalie D’Alessandro / Bruce Waddell                                                                               |
| Rosja             | Ilja Jabłokow Gleb Łutfullin Kiriłł Sarnowski Jegor Ruchin | Sofja Akatjewa Wieronika Żylina Sofja Murawjowa Adielija Pietrosian | Jekatierina Czykmariewa / Matwiej Janczenkow Natalja Chabibullina / Ilja Kniażuk Anastasija Muchortowa / Dmitrij Jewgienjew Jekatierina Pietuszkowa / Jewgienij Malikow | Irina Chawronina / Dario Cirisano Wasilisa Kaganowska / Walerij Angiełopoł Sofja Tiutiunina / Aleksandr Szustickij |
| Stany Zjednoczone | Ilia Malinin                                               | Isabeau Levito Lindsay Thorngren                                    | | Katarina Wolfkostin / Jeffrey Chen Oona Brown / Gage Brown                                                         |